# Dietrich Fischer-Dieskau
Pour les articles homonymes, voir Dieskau.
Dietrich Fischer-Dieskau, né à Berlin le 28 mai 1925 et mort le 18 mai 2012 à Berg en Bavière, est un baryton allemand, également pédagogue, chef d'orchestre,  peintre, musicologue et écrivain.
Cet artiste lyrique du XXe siècle demeure l'un des plus grands interprètes de la musique vocale. Sa carrière fut impressionnante entre toutes par sa durée, par la quantité des œuvres enregistrées, mais aussi par la qualité et la diversité des répertoires abordés.

## Biographie

### Enfance et jeunesse
Fils d'Albert Fischer-Dieskau, pasteur et proviseur à Berlin, cofondateur d'un théâtre lyrique, il grandit dans une famille très musicale. Le jeune homme est très tôt fasciné par le théâtre, l'opéra et les textes poétiques de Goethe et Schiller. 
Il vient dès l'âge de neuf ans à l'étude de la musique par l'entremise de sa mère, l'institutrice Dora Ludwige, qui l'emmène aux concerts, et il assiste, pour sa première représentation d'opéra, à Lohengrin de Richard Wagner. Le patronyme "Dieskau", presque deux siècles plus tôt, a laissé une première empreinte dans l'histoire des œuvres musicales : en 1742 un certain Carl Heinrich von Dieskau, Chambellan et Électeur de Saxe, fut le dédicataire, à l'occasion de son 36e anniversaire, de la cantate burlesque dite Cantate des paysans (Mer hahn en neue Oberkeet : « Nous avons un nouveau gouverneur ») de Jean-Sébastien Bach (BWV 212).
D'abord versé dans les lettres, le jeune homme est amateur de théâtre et diseur de textes. Enrôlé dans l'armée allemande durant la Seconde guerre mondiale, il est emprisonné en Italie, à Vicopisano (Pise), où il fait ses premières armes musicales avec une partition des Quatre chants sérieux de Johannes Brahms pour toute munition, et des garnisons de soldats pour tout public. De son autobiographie on retient qu'il fut prisonnier de guerre jusqu'en 1947, puis il fit très vite son premier enregistrement radio. 
En 1947 il rencontre son épouse, Irmgard Poppen, alors violoncelliste de haut niveau. Grâce à son entremise il chante çà et là avec de petits orchestres. Les Quatre Chants sérieux, les œuvres de Jean-Sébastien Bach et surtout les Lieder de Schubert sont emblématiques de ses débuts au concert.

### Formation et début de carrière
En 1942 Georg A. Walter (1875-1952), son professeur, spécialiste d'oratorio, détecte des compétences hors du commun chez le jeune homme de 17 ans. L'élève entreprend de déchiffrer les cantates de Jean-Sébastien Bach au piano puis commence l'étude de lieder. Ses capacités vocales naturelles l'amènent à développer un registre de baryton lyrique, capable des nuances les plus douces, malgré une attirance première pour les rôles de Heldentenor (ténor héroïque). Il avoue une admiration pour le chant très naturel d'un Beniamino Gigli. Il travaille la technique vocale avec Hermann Weissenborn.
Il donne son premier concert avec le Voyage d'hiver (Winterreise), cycle de lieder de Franz Schubert, sous le bombardement de 1942 qui dévaste Berlin. La mezzo-soprano Christa Ludwig raconte que : « Au lendemain de la Seconde guerre mondiale, le public allait aux récitals de Fischer-Dieskau pour prier et pleurer. ».
Ses premiers enregistrements sont Schwanengesang ("Le Chant du cygne") et Winterreise de Schubert pour la RIAS (Radio du Secteur américain) de Berlin en 1947, alors qu'il prend encore des cours de chant avec Hermann Weissenborn, professeur au conservatoire de Berlin. S'ensuit un début de carrière à la radio et à l'opéra, sur les scènes de Munich et de Vienne, où sa haute stature et son physique lui permettent d'aborder le rôle du Marquis de Posa dans Don Carlo de Giuseppe Verdi. 
Sa carrière prend un certain essor lorsqu’il rencontre le chef d'orchestre Wilhelm Furtwängler en 1950, lors du festival de Salzbourg : Furtwängler l'auditionne et est impressionné par le jeune baryton. Ils donnent ensemble, durant le festival de Salzbourg de 1951, les Lieder eines fahrenden Gesellen (« Chants d'un compagnon errant ») de Gustav Mahler. Cette interprétation lance la carrière internationale du jeune homme. Furtwängler le fait ensuite chanter dans le Requiem de Brahms en 1951, Tristan et Isolde de Richard Wagner en 1952 et la Passion selon saint Matthieu de Bach en 1954. Il lui proposera même de l'engager pour chanter Hans Sachs dans Les Maîtres chanteurs de Wagner, ce que Fischer-Dieskau refuse, à 27 ans. Le chanteur déclara beaucoup plus tard que Furtwängler était le chef d'orchestre qui a eu sur lui la plus grande influence,. 
Il déclare à son sujet : « Il a dit une fois que la chose la plus importante pour un artiste de scène était de constituer avec le public une communauté d'amour pour la musique, de créer un sentiment commun entre des origines très différentes et avec des sentiments aussi divers. En tant qu'interprète, j'ai vécu toute ma vie avec cet idéal. »
Le chanteur, natif de Berlin-Zehlendorf, devient, à la suite de l'édification du Mur de Berlin en 1961, un Berlinois de l'Ouest.

### Consécration
Il contribue à faire découvrir les courants musicaux de la seconde moitié du XXe siècle et enregistre des répertoires variés, du baroque de Telemann aux rôles verdiens, jusqu'à la musique contemporaine d'Olivier Messiaen ou Othmar Schoeck. Il est le premier chanteur allemand à se produire en Israël, accompagné de Daniel Barenboim, à l'auditorium Mann de Tel Aviv en 1971, et montre que la culture germanique ne correspond pas à l'image qu'avait voulu en donner le régime nazi. Le violoniste Yehudi Menuhin avait pour lui la plus vive admiration.
Dietrich Fischer-Dieskau connaissait plus de 1 500 lieder — de Brahms, Schubert, Schumann, Hugo Wolf, Mahler — et a chanté sous la direction des plus grands chefs de son temps : Wilhelm Furtwängler, Ferenc Fricsay, Herbert von Karajan, Otto Klemperer, Karl Böhm, Rudolf Kempe, Eugen Jochum, Georg Solti, George Szell, Rafael Kubelík, Karl Richter, Leonard Bernstein. Il fut accompagné des pianistes Wolfgang Sawallisch (qui l'a ensuite dirigé), Sviatoslav Richter, Alfred Brendel, Murray Perahia, Klaus Billing ou Hertha Klust. La plus longue collaboration fut avec l'Anglais Gerald Moore. Tardivement, le jeune Hartmut Höll lui permit de revisiter les répertoires qui firent sa notoriété et d'explorer les œuvres de compositeurs plus confidentiels mais non moins importants. 
Il est le chanteur qui aura le plus enregistré au XXe siècle.

### Interprète du lied
L'histoire de la musique enregistrée du XXe siècle a retenu son apport encyclopédique dans le domaine du lied. Au sommet de sa carrière, il enregistra en 1968 pour la Deutsche Grammophon 463 des 600 lieder de Schubert. Puis ceux de Wolf, de Schumann, de Brahms, de Liszt, avec un souci documentariste. Il interpréta aussi Bach dans les Passions (Jésus, les airs de basse), dans les grands airs de concert de Mozart, dans les créations d'oratorios du XXe siècle comme ceux de Benjamin Britten, pour lequel il donna la première de son War Requiem (Requiem de guerre). 
Il resta l'interprète masculin de référence de tout le répertoire mahlérien, notamment dans les parties substitutives des mezzos comme Das Lied von der Erde (Le chant de la terre) dirigé par Leonard Bernstein.

### Interprète lyrique
Dietrich Fischer-Dieskau interpréta les œuvres du grand répertoire lyrique, Brander dans La Damnation de Faust de Hector Berlioz, celles de Richard Strauss, le rôle de Mandryka dans Arabella dont il incarnait « le » baryton par excellence. Il a marqué certains rôles mozartiens comme celui du comte Almaviva des Les Noces de Figaro au Festival de Salzbourg pendant vingt-cinq ans ; des rôles verdiens (Rigoletto, Posa), et surtout wagnériens : Wolfram dans Tannhäuser, Hans Sachs dans Les Maîtres chanteurs de Nuremberg) ou Amfortas dans Parsifal. Le metteur en scène Wieland Wagner disait à propos de son interprétation à Bayreuth : « l'accomplissement de ce que je voulais atteindre ».
Il est l'interprète de grandes œuvres du XXe siècle, dont il a contribué à la découverte par sa notoriété et son apport musical : les opéras Doktor Faust de Ferruccio Busoni, Wozzeck d'Alban Berg, Saint François d'Assise d'Olivier Messiaen. 
Il a créé de nombreux rôles du répertoire contemporain, notamment pour Igor Stravinsky, Hans Werner Henze ou l'Allemand Aribert Reimann. Dans les années cinquante il a aussi chanté des œuvres du répertoire baroque.

### Fin de carrière
Professeur d'interprétation musicale à la Hochschule der Künste (« École supérieure des arts ») de Berlin depuis 1983, il met fin à sa carrière de chanteur en décembre 1992, pour se consacrer à la direction d'orchestre et à la peinture. Il peint et expose ses toiles ; il dirige des œuvres de Tchaïkovski, Hugo Wolf, Gustav Mahler, Richard Wagner, Berlioz… Il est aussi l'auteur de plusieurs essais de réflexion musicologique sur Wagner, Friedrich Nietzsche, Robert Schumann, Franz Schubert… et enseigne l'art du lied à travers le monde.
Dietrich Fischer-Dieskau a proposé des interprétations marquantes, non seulement en raison de son timbre vocal, reconnaissable entre tous, ou de son phrasé, ciselé quelle que soit la langue chantée, mais surtout en raison de la clarté de sa lecture interprétative, qu'il mettait toujours au service du compositeur et de la musique.

### Vie familiale
En 1949 Fischer-Dieskau épouse la violoncelliste Irmgard Poppen, morte en couches en 1963. Il a ensuite été marié à l'actrice Ruth Leuwerik (1965-1967), à Christina Pugel-Schule, fille d'une professeur de chant américaine (1968-1975), et à la soprano Julia Varady.
Dietrich Fischer-Dieskau est père de trois garçons, nés de sa première épouse, Irmgard Poppen : Mathias (né en 1951), metteur en scène ; Martin (né en 1954), chef d'orchestre ; et Manuel (né en 1963), violoncelliste et membre du Quatuor Cherubini.

## Citations
« L'important est de découvrir la musique à travers les musiciens, et non les musiciens à travers la musique. »

« Le récital de lieder procure des bonheurs uniques. Il vous oblige à plonger au cœur de la poésie, à situer les textes dans un bain culturel, beaucoup plus intensément que dans un opéra, soumis au metteur en scène… Avec les Lieder, vous restez votre propre musicologue, chef, metteur-en-scène. Dans le cours d'un récital, vous devez quelquefois incarner une vingtaine de personnages à la suite ; les habiter d'entrée de jeu. Pour aborder l’opéra, l’interprète de Lieder disposera donc d’une vaste palette de nuances. En retour, l’opéra forge la résistance physique par la maîtrise des fortissimo, qui enrichissent son fonds de commerce. »

## Distinctions
- Docteur honoris causa de l'université d'Oxford (Royaume-Uni), de l'université Yale (États-Unis), de l'université Paris-Sorbonne 1980 (France) et de l'université de Heidelberg (Allemagne)
- Membre de l'Académie des arts de Berlin (1956)[8]
- Membre de l'Académie des Beaux-Arts de Munich[9]
- Membre de l'Internationaler Musikrat (section allemande).
- Président de l'Association internationale Schubert[9]
- Membre de l'Association internationale Schumann
- Membre de l'Association internationale Hugo-Wolf
- Membre de l'Association internationale Richard-Strauss
- Membre de l'Académie américaine des Arts et des sciences
- Grand officier de l'ordre du Mérite de la République fédérale d'Allemagne (1986)[6]
- Chevalier de la Légion d'honneur (1990)[6]
- Commandeur des Arts et des Lettres (1995)[6]
- Prix Polar Music
- Prix Brahms (1998)

## Vidéographie
Mozart - Le nozze di Figaro - (Il conte Almaviva) - Wiener Philharmoniker - Karl Böhm - Mise en scène Jean-Pierre Ponnelle (Deutsche Grammophon) 1975-76

## Hommages
Il a donné son nom à (42482) Fischer-Dieskau, un astéroïde découvert en 1988.

## Extrait
Dietrich Fischer-Dieskau interprète l'un des Kindertotenlieder de Gustav Mahler avec l'orchestre philharmonique de Berlin dirigé par Rudolf Kempe en 1955.
- Premier lied, Nun will die Sonn' so hell aufgehn

## Publications

### En français
- Hugo Wolf, trad.Christophe Ghristi, Tallandier, 2003.
- La Légende du chant (en collaboration avec Evelyne Koch), Flammarion, 1998.
- Quand la musique nourrit l'amour : études biographiques du XIXe siècle, trad. Léa Marcou, Buchet-Chastel, 1995.
- Les Sons parlent et les Mots chantent, trad. Marc Vignal, Buchet-Chastel, 1993.
- Résonances, mémoires, autobiographie, Robert Laffont, 1992.
- Robert Schumann, le Verbe et la Musique, trad. Georges Pauline, Le Seuil, 1984.
- Sur les traces des Lieder de Schubert, une étude biographique, Le Seuil, 1983.
- Wagner et Nietzsche : l'initiateur et son apostat, trad. Lucie Touzin-Bauer et Chantal Gaulin, éd. F. Van de Velde, 1979.
- Les Lieder de Schubert, Diapason / Robert Laffont, Paris, 1979, trad. Michel-François Demet ; édition originale : Auf den Spuren der Schubert-Lieder, F. A. Brockhaus Wiesbaden, 1971.

### En allemand
- Johannes Brahms : Leben und Lieder, Propyläen, 2006.
- Der Nacht ins Ohr. Gedichte von Eduard Mörike ; Vertonungen von Hugo Wolf ; ein Lesebuch von Dietrich Fischer-Dieskau, C. Hanser, 1998.
- Carl Friedrich Zelter Und Das Berliner Musikleben Seiner Zeit, Eine Biographie, 1997.
- Dietrich Fischer-Dieskau, Hans Neunzig, Werner Spies, 1994 (reproduction des peintures de Fischer-Dieskau : p. 27-66.)
- Texte deutscher Lieder, ein Handbuch von Dietrich Fischer-Dieskau, Deutscher Taschenbuch Verlag, Munich, 1968.

### Traduction de 750 lieder en anglais
- The Fischer-Dieskau Book of Lieder. New York, éd. A Knopf, 1977.

## Rôles d'opéra
| - Georg Friedrich Haendel - Jules César dans Giulio Cesare in Egitto - Christoph Willibald Gluck - Orphée dans Orfeo ed Euridice - Agamemnon dans Iphigénie en Aulide - Thoas dans Iphigénie en Tauride - Wolfgang Amadeus Mozart - Don Giovanni dans Don Giovanni - Le comte Almaviva dans Les Noces de Figaro - Don Alfonso dans Così fan tutte - Papageno dans La Flûte enchantée - L'Orateur dans La Flûte enchantée - Don Pippo dans L'oca del Cairo - Domenico Cimarosa - Geronimo dans Il matrimonio segreto - Ludwig van Beethoven - Don Fernando dans Fidelio - Don Pizarro dans Fidelio - Franz Schubert - Walther dans Die vierjährige Posten - Franz Spiess dans Die Zwillingsbrüder - Friedrich Spiess dans Die Zwillingsbrüder - Froila dans Alfonso und Estrella - Gaspare Spontini - Antigone dans Olimpia - Gioachino Rossini - Guillaume Tell dans Guillaume Tell - Gaetano Donizetti - Lord Enrico Ashton dans Lucia di Lammermoor - Louis Spohr - Tristan d'Acunha dans Jessonda - Felix Mendelssohn - Kauz dans Die Heimkehr aus der Fremde - Kinderschreck dans Die beiden Pädagogen - Hector Berlioz - Somarone dans Béatrice et Bénédict - Méphistophélès dans La Damnation de Faust - Otto Nicolai - Herr Fluth dans Les Joyeuses Commères de Windsor | - Giuseppe Verdi - Rigoletto dans Rigoletto - Macbeth dans Macbeth - Germont dans La traviata - Renato dans Un ballo in maschera - Guido de Monforte dans I Vespri siciliani - Amonasro dans Aida - Rodrigo dans Don Carlo - Iago dans Otello - John Falstaff dans Falstaff - Richard Wagner - Wolfram dans Tannhäuser - Telramund dans Lohengrin - Le Héraut du Roi dans Lohengrin - Kurwenal dans Tristan und Isolde - Hans Sachs dans Les Maîtres Chanteurs de Nuremberg - Kothner dans Les Maîtres Chanteurs de Nuremberg - Wotan dans L'Or du Rhin - Gunther dans Le Crépuscule des dieux - Amfortas dans Parsifal - Robert Schumann - Faust dans les Scènes du Faust de Goethe - Doctor Marianus dans les Scènes du Faust de Goethe - Siegfried dans Genoveva - Piotr Ilitch Tchaïkovski - Eugène Onéguine dans Eugène Onéguine - Jacques Offenbach - Coppélius dans Les Contes d'Hoffmann - Dapertutto dans Les Contes d'Hoffmann - Lindorf dans Les Contes d'Hoffmann - Dr Miracle dans Les Contes d'Hoffmann - Georges Bizet - Zurga dans Les Pêcheurs de perles - Escamillo dans Carmen - Engelbert Humperdinck - Peter dans Hänsel und Gretel - Der Spielmann dans Königskinder - Hugo Wolf - Tio Lukas dans Der Corregidor | - Johann Strauss II - Falke dans La Chauve-souris - Homonay dans Le Baron tzigane - Claude Debussy - Golaud dans Pelléas et Mélisande - Giacomo Puccini - Scarpia dans Tosca - Marcello dans La Bohème - Gianni Schicchi dans Gianni Schicchi - Michele dans Il Tabarro - Richard Strauss - Jochanaan dans Salomé - Orest dans Elektra - Mandryka dans Arabella - Barak dans La Femme sans ombre - Faninal dans Le Chevalier à la rose - Arlequin dans Ariane à Naxos - Le Maître de musique dans Ariane à Naxos - Robert Storch dans Intermezzo - Stroh dans Intermezzo - Olivier dans Capriccio - Der Graf dans Capriccio - Alban Berg - Wozzeck dans Wozzeck - Dr Schön dans Lulu - Béla Bartók - Le duc Barbe-Bleue dans Le Château de Barbe-Bleue (en hongrois et en allemand) - Ferruccio Busoni - Faust dans Doktor Faust - Hans Pfitzner - Borromeo dans Palestrina - Paul Hindemith - Mathis dans Mathis der Maler - Cardillac dans Cardillac - Olivier Messiaen - Saint François dans Saint François d'Assise - Aribert Reimann - Le Roi Lear dans Lear |

## Discographie sélective
- Fauré : Requiem op.48, Chœurs Élisabeth Brasseur, Victoria de los Angeles, Dietrich Fischer-Dieskau, Orchestre de la Société des Concerts du Conservatoire, Henriette Puig-Roget, orgue, dir André Cluytens EMI 1963
- Franz Schubert : Winterreise, Dietrich Fischer-Dieskau, Alfred Brendel, piano Philips Classics 1986